# Bufo dodsoni
Bufo dodsoni és una espècie d'amfibi que viu a Djibouti, Egipte, Eritrea, Etiòpia, Somàlia i Sudan.
Està amenaçada d'extinció per la pèrdua del seu hàbitat natural.